# Бентон (округ, Міссурі)
Шаблон:StateAbbr_ 38°18′ пн. ш. 93°17′ зх. д. / 38.3° пн. ш. 93.29° зх. д.
Округ Бентон (англ. Benton County) — округ (графство) у штаті Міссурі, США. Ідентифікатор округу 29015.

## Історія
Округ утворений 1835 року.

## Демографія
За даними перепису
2000 року
загальне населення округу становило 17180 осіб, усе сільське.
Серед мешканців округу чоловіків було 8512, а жінок — 8668. В окрузі було 7420 домогосподарств, 5176 родин, які мешкали в 12691 будинках.
Середній розмір родини становив 2,72.
Віковий розподіл населення поданий у таблиці:
| Стать    | До 15 років | 15-21 | 22-29 | 30-39 | 40-49 | 50-65 | 65-85 | Понад 85 |
| -------- | ----------- | ----- | ----- | ----- | ----- | ----- | ----- | -------- |
| Чоловіки | 1441        | 671   | 510   | 933   | 1188  | 1921  | 1730  | 118      |
| Жінки    | 1397        | 602   | 498   | 972   | 1241  | 1978  | 1728  | 252      |

## Суміжні округи
- Петтіс — північ
- Морган — північний схід
- Кемден — південний схід
- Гікорі — південь
- Сент-Клер — південний захід
- Генрі — захід

## Виноски
1. ↑  U.S. Decennial Census. United States Census Bureau. Архів оригіналу за 26 квітня 2015. Процитовано 13 листопада 2014.
2. ↑  Historical Census Browser. University of Virginia Library. Архів оригіналу за 11 серпня 2012. Процитовано 13 листопада 2014.
3. ↑  Population of Counties by Decennial Census: 1900 to 1990. United States Census Bureau. Архів оригіналу за 3 грудня 2014. Процитовано 13 листопада 2014.
4. ↑  Census 2000 PHC-T-4. Ranking Tables for Counties: 1990 and 2000 (PDF). United States Census Bureau. Архів оригіналу (PDF) за 18 грудня 2014. Процитовано 13 листопада 2014.
5. ↑  State & County QuickFacts. United States Census Bureau. Архів оригіналу за 7 липня 2011. Процитовано 7 вересня 2013. [Архівовано 2011-06-07 у Wayback Machine.](англ.) Наведено за англійською вікіпедією.
6. ↑  American FactFinder. Бюро перепису населення США. Архів оригіналу за 26 лютого 2012. Процитовано 31 січня 2008. [Архівовано 2008-05-21 у Wayback Machine.]

| США | Це незавершена стаття з географії США. Ви можете допомогти проєкту, виправивши або дописавши її. |